# Facundo Argüello
Facundo Argüello (Córdoba, 4 augustus 1992) is een tennisser uit Argentinië. Hij heeft nog geen ATP-toernooi gewonnen. Wel deed hij al mee aan een grandslamtoernooi. Hij heeft vier challengers in het enkelspel en zes challengers in het dubbelspel op zijn naam staan.

## Palmares

### Enkelspel
| Nr.                  | Datum             | Toernooi     | Ondergrond | Tegenstander in finale | Score            |
| -------------------- | ----------------- | ------------ | ---------- | ---------------------- | ---------------- |
| Gewonnen challengers |                   |              |            |                        |                  |
| 1.                   | 23 september 2013 | Porto Alegre | Gravel     | Máximo González        | 6-4, 6-1         |
| 2.                   | 7 april 2014      | Itajaí       | Gravel     | Diego Schwartzman      | 4-6, 6-0, 6-4    |
| 3.                   | 27 april 2015     | Tallahassee  | Gravel     | Frances Tiafoe         | 2-6, 7-6(5), 6-4 |
| 4.                   | 27 september 2015 | Campinas     | Gravel     | Diego Schwartzman      | 7-5, 6-3         |

### Dubbelspel
| Nr.                                  | Datum            | Toernooi     | Ondergrond | Partner          | Tegenstanders in finale                | Score             |
| ------------------------------------ | ---------------- | ------------ | ---------- | ---------------- | -------------------------------------- | ----------------- |
| Gewonnen challengers herendubbelspel |                  |              |            |                  |                                        |                   |
| 1.                                   | 2 juli 2012      | Lima         | Gravel     | Agustín Velotti  | Claudio Grassi Luca Vanni              | 7-6(4), 7-6(5)    |
| 2.                                   | 9 juni 2014      | Košice       | Gravel     | Ariel Behar      | Andriej Kapaś Błażej Koniusz           | 6-4, 7-6(4)       |
| 3.                                   | 25 augustus 2014 | Como         | Gravel     | Guido Andreozzi  | Steven Diez Enrique López-Pérez        | 6-2, 6-2          |
| 4.                                   | 13 april 2015    | Sarasota (1) | Gravel     | Facundo Bagnis   | Chung Hyeon Divij Sharan               | 3-6, 6-2, [13-11] |
| 5.                                   | 17 april 2016    | Sarasota (2) | Gravel     | Nicolás Kicker   | Marcelo Arévalo Sergio Galdós          | 4-6, 6-4, [10-6]  |
| 6.                                   | 5 mei 2016       | Furth        | Gravel     | Roberto Maytín   | Andrej Martin Tristan-Samuel Weissborn | 6-3, 6-4          |
| 7.                                   | 12 juni 2016     | Moskou       | Gravel     | Roberto Maytín   | Aleksandre Metreveli Dmitry Popko      | 6-2, 7-5          |
| 8.                                   | 18 november 2017 | Santiago 2   | Gravel     | Franco Agamenone | Máximo González Nicolás Jarry          | 6-4, 3-6, [10-6]  |

## Resultaten grandslamtoernooien
| Legenda | Legenda                          |
| ------- | -------------------------------- |
| g.t.    | geen toernooi gehouden           |
| l.c.    | lagere categorie                 |
| –       | niet deelgenomen                 |
| G       | uitgeschakeld in de groepsfase   |
| 1R      | uitgeschakeld in de eerste ronde |
| 2R      | uitgeschakeld in de tweede ronde |
| 3R      | uitgeschakeld in de derde ronde  |
| 4R      | uitgeschakeld in de vierde ronde |
| KF      | uitgeschakeld in de kwartfinale  |
| HF      | uitgeschakeld in de halve finale |
| F       | de finale verloren               |
| W       | het toernooi gewonnen            |
| w-v     | winst/verlies-balans             |

### Enkelspel
| Grandslamtoernooien   |      |      |        |
| Australian Open       | –    | –    | 0-0    |
| Roland Garros         | 1R   | 1R   | 0-2    |
| Wimbledon             | –    | –    | 0-0    |
| US Open               | –    | –    | 0-0    |
| Winst-verlies         | 0-1  | 0-1  | 0-2    |
| ATP World Tour Finals |      |      |        |
| ATP World Tour Finals | –    | –    | 0-0    |
| Olympische Spelen     |      |      |        |
| Olympische Spelen     | g.t. | g.t. | 0-0    |
| Statistieken          |      |      |        |
| titels per jaar       | 0    | 0    | 0      |
| Totaal winst-verlies  | 0-5  | 1-5  | 1-15   |
| Eindejaarsranking     | 142  | 137  | n.v.t. |